# Pencak silat nos Jogos Asiáticos de Praia de 2008
As competições de pencak silat nos Jogos Asiáticos de Praia de 2008 ocorreram entre 18 e 22 de outubro. Oito eventos foram disputados.

## Calendário
| Outubro      | 18 | 19 | 20 | 21 | 22 | 23 | 24 | 25 | 26 | Finais |
| ------------ | -- | -- | -- | -- | -- | -- | -- | -- | -- | ------ |
| Pencak silat |    | 2  |    |    | 6  |    |    |    |    | 8      |

## Quadro de medalhas
| Ordem | País      | Medalha de ouro | Medalha de prata | Medalha de bronze |    |
| ----- | --------- | --------------- | ---------------- | ----------------- | -- |
| 1     | Indonésia | 5               |                  | 2                 | 7  |
| 2     | Vietname  | 1               | 4                | 1                 | 6  |
| 3     | Malásia   | 1               | 1                | 3                 | 5  |
| 4     | Tailândia | 1               | 1                | 1                 | 3  |
| 5     | Brunei    |                 | 2                | 2                 | 4  |
| 6     | Singapura |                 |                  | 2                 | 2  |
| 7     | Filipinas |                 |                  | 1                 | 1  |
| TOTAL | TOTAL     | 8               | 8                | 12                | 28 |

## Medalhistas
| Evento                                                 | Ouro                                           | Prata                                       | Bronze                                                        |
| Ganda masculino (detalhes[ligação inativa])            | INA Indonésia Dani Hamdani Yusuf Effendi       | VIE Vietnã Nguyen Thanh Tung Tran Duc Nghia | MAS Malásia Mohamad Hafiz Arif Muhamad Helmi Aziz             |
| Tanding classe A masculino (detalhes[ligação inativa]) | THA Tailândia Niphon Jantaro                   | BRU Brunei Amirul Ahat                      | MAS Malásia Mohd Hafiz Mahari INA Indonésia Diyan Kristianto  |
| Tanding classe H masculino (detalhes[ligação inativa]) | MAS Malásia Faizal bin Abdullah                | THA Tailândia Sakda Rungsombat              | SIN Singapura Mohamed Razif Moklas VIE Vietnã Trinh Hai Vuong |
| Tunggal masculino (detalhes[ligação inativa])          | INA Indonésia Gusti Ngurah Arya Yudapandita    | VIE Vietnã Nguyen Thi Anh                   | BRU Brunei Muhammad Khairul Durahman                          |
| Ganda feminino (detalhes[ligação inativa])             | INA Indonésia Ni Made Dwi Yanti Sang Ayu Ketut | VIE Vietnã Nguyen Thi Binh Vu Thi Thao      | MAS Malásia Maslinda Zakaria Kamilah Sulong                   |
| Tanding classe A feminino (detalhes[ligação inativa])  | VIE Vietnã Le Thi Phi Nga                      | MAS Malásia Rina Jordana Haji Adnan         | PHI Filipinas Emraida Asmad INA Indonésia Ria Puspita Sari    |
| Tanding classe D feminino (detalhes[ligação inativa])  | INA Indonésia Ni Nyoman Suparniti              | BRU Brunei Siti Zuliza Omar                 | THA Tailândia Monruthai Bangsalad SIN Singapura Saiedah Said  |
| Tunggal feminino (detalhes[ligação inativa])           | INA Indonésia Ni Luh Putu Spyanawati           | VIE Vietnã Vu Thi Thao                      | BRU Brunei Norleyermah Haji Raya                              |